# 鄭人豪
（1982年6月16日—）本名鄭人豪，出生於台灣，曾是舞蹈偶像團體K ONE成員。曾經獲得無限盃Hip Hop舞蹈大賽冠軍。

## 音樂作品

### 唱片
- 2003年10月《We are K one》
- 2004年5月《紫禁之巔》電視原聲帶
- 2005年3月《愛的奇蹟》喬傑立巨星最紅偶像劇精選
- 2005年5月《勇敢去愛》
- 2006年1月《愛的奇蹟2－跳舞吧jstar》
- 2006年10月20日《愛的故事-羅密歐&茱麗葉》
- 2007年1月《翼之星-2007》

## 影視作品

### 戲劇
- 2004年《紫禁之巔》飾-Tin
- 2005年《綠光森林》飾-孫大介

## VCD&DVD
- 2005年 喬傑立家族—愛在新光演唱會

## 參與的演唱會
- 2004年8月 龍 亞洲巡迴演唱會
- 2004年12月 喬傑立家族—愛在星光演唱會
- 2005年4月 大甲鎮瀾宮演唱會
- 2005年5月 南投花卉嘉年華

## 書籍
- 2005年《K ONE的天堂與地獄》

## 廣告代言
- 2003年 Qma 手機
- 2005年 中華電信 一按就通 代言人